# Hyperlais rivasalis
Hyperlais rivasalis is een vlinder uit de familie grasmotten (Crambidae). De wetenschappelijke naam is voor het eerst gepubliceerd in 1905 door Vazquez.
De soort komt voor in Spanje.